# Agrostis trichodes
Agrostis trichodes är en gräsart som först beskrevs av Carl Sigismund Kunth, och fick sitt nu gällande namn av Johann Jakob Roemer och Schult.. Agrostis trichodes ingår i släktet ven, och familjen gräs. Inga underarter finns listade i Catalogue of Life.